# Erythroxylum areolatum
Erythroxylum areolatum là một loài thực vật có hoa trong họ Erythroxylaceae. Loài này được L. mô tả khoa học đầu tiên năm 1759.